# Altar Heller
El Altar Heller fue un tríptico pintado por Alberto Durero y Matthias Grünewald, realizado entre 1507 y 1511 por encargo del patricio Jakob Heller para el monasterio dominicano (Dominikanerkloster) en Fráncfort del Meno. En 1615, el copista de Durero Jobst Harrich pintó un duplicado, que ahora se encuentra en el Instituto de arte Städel de Fráncfort. Los paneles laterales, realizados por el taller de Durero a partir de sus dibujos, se encuentran en la Galería Nacional de Arte de Karlsruhe.

## Origen e historia

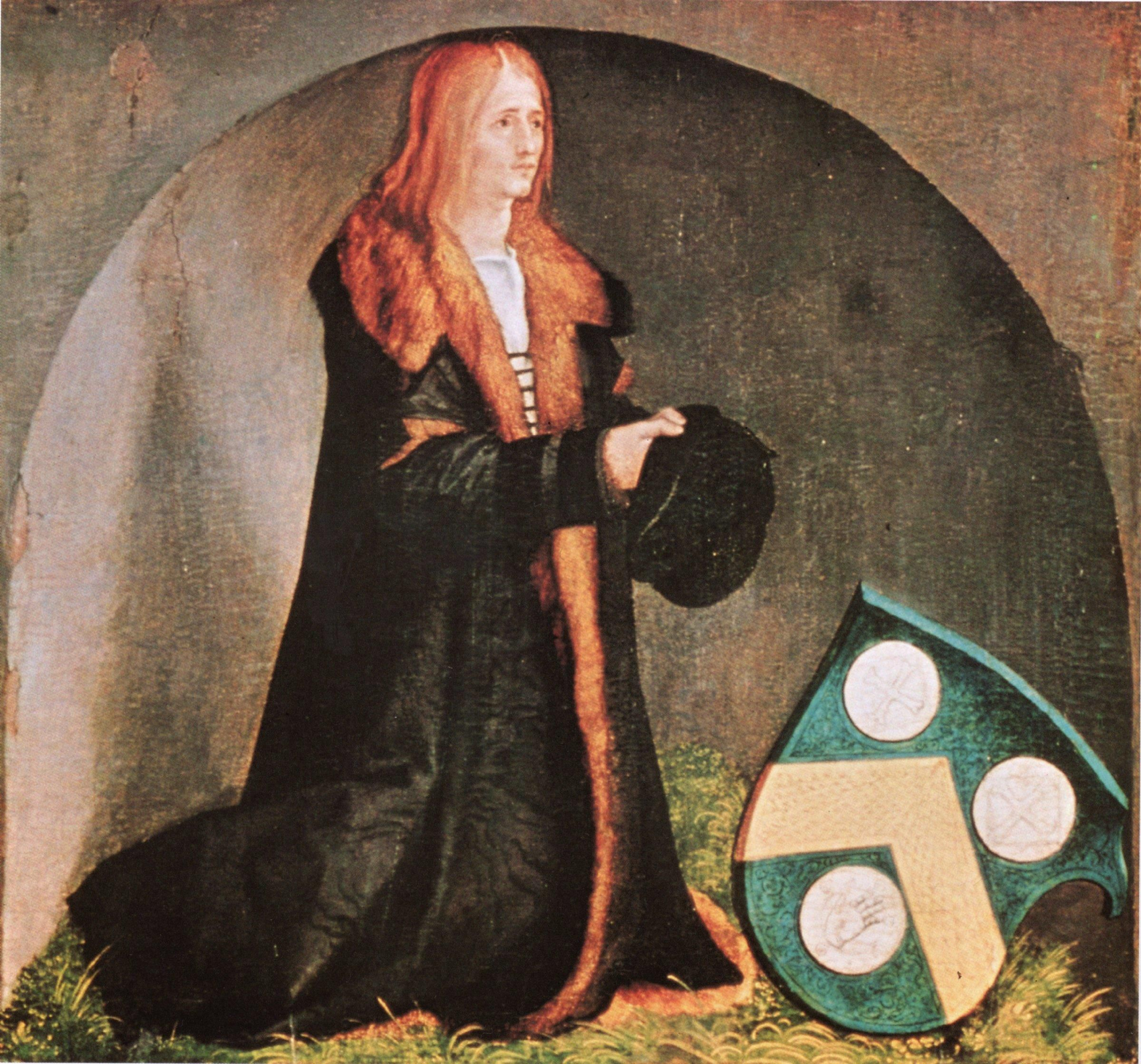
El donador del Altar Heller, Jakob Heller, en el ala interior inferior izquierda

Desde finales del siglo XV y primer cuarto del XVI el monasterio dominicano de Fráncfort del Meno recibió obras de arte de los mejores artistas de la época, entre ellos Hans Holbein el Viejo, el Maestro de Fráncfort y Hans Baldung Grien. El concejal y comerciante de Fráncfort, Jakob Heller, encargó en 1507 un tríptico para él y su esposa Katharina para la nave sur de la iglesia.
Le confió a Alberto Durero, que trabajaba en Núremberg, el panel central, las alas interiores y las primeras alas exteriores izquierda y derecha. Durero no se puso manos a la obra de inmediato, porque primero debía completar el El martirio de los diez mil cristianos ordenado por Federico III de Sajonia, que se realizaría en abril de 1508. Mientras tanto, hizo que un carpintero y un preparador acondicionaran los paneles de su futura obra. Heller sólo dejó cuatro paneles para la segunda ala exterior izquierda y derecha  a Matthias Grünewald, que probablemente residía entonces en Aschaffenburg, aunque estos, al igual que los anteriores, debían ejecutarse con la técnica de la grisalla, particularmente difícil.

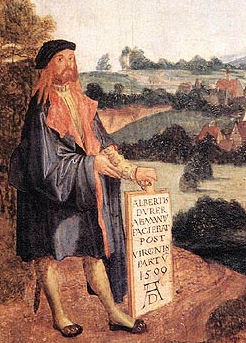
Autorretrato de Durero con la fecha de entrega en la copia de la imagen del medio de Jobst Harrich

Heller había aceptado inicialmente pagar 130 florines a la entrega de la obra. A pesar de algunos avances posteriores, esta suma pronto resultó insuficiente frente a los considerables gastos que le correspondieron al artista, como la compra de colores y, en particular, el carísimo azul ultramar. Las cartas enviadas por Durero a su mecenas dan testimonio de las duras negociaciones entre el artista y su cliente. Finalmente, ante las quejas de Durero, que amenazaba con vender la obra a un mecenas más generoso, Heller se convenció de entregar 200 florines al pintor. El alcalde de Fráncfort aceptó también ofrecer una joya a Agnès, esposa de Durero, y recompensó al joven Hans Durero, hermano menor y ayudante de Alberto, con una propina de 2 florines. Durero le concedió gran importancia a este encargo, al que dedicó quince meses de trabajo, desde abril de 1508 a agosto de 1509.
El taller de Durero envió su parte de la obra a Fráncfort en agosto de 1509, como se puede ver en un autorretrato del maestro colocado como figura de personal con un panel de inscripción. El trabajo de Matthias Grünewald, por el contrario, sólo puede limitarse aproximadamente al período 1509-1511, de modo que el altar pudo ser montado en su destino a más tardar en 1511. El retablo se colocó en la capilla de Santo Tomás de la iglesia del convento dominico de Fráncfort, donde fueron enterrados los cónyuges Heller.
En las décadas siguientes, la obra de Durero despertó mucha admiración, como indicó Carel van Mander en 1604: “En Fráncfort, en un convento de monjes, hay un cuadro muy bello de Alberto [Durero]. Se trata de una Asunción de la Virgen cuya gran belleza de las figuras merece destacarse. Sobre todo destaca un coro de ángeles muy cuidado. El cabello está elaborado con el cuidado y destreza que vemos en las estampas del maestro. El pueblo hace un caso especial de la planta del pie de un apóstol arrodillado y, de hecho, ya se han ofrecido sumas considerables para poder retirar esta parte del cuadro. La cantidad de beneficios que esta obra aporta cada año a los monjes, a través de consejos de personajes de alto rango, comerciantes, viajeros y curiosos que se acercan a verla, es algo difícilmente creíble.»

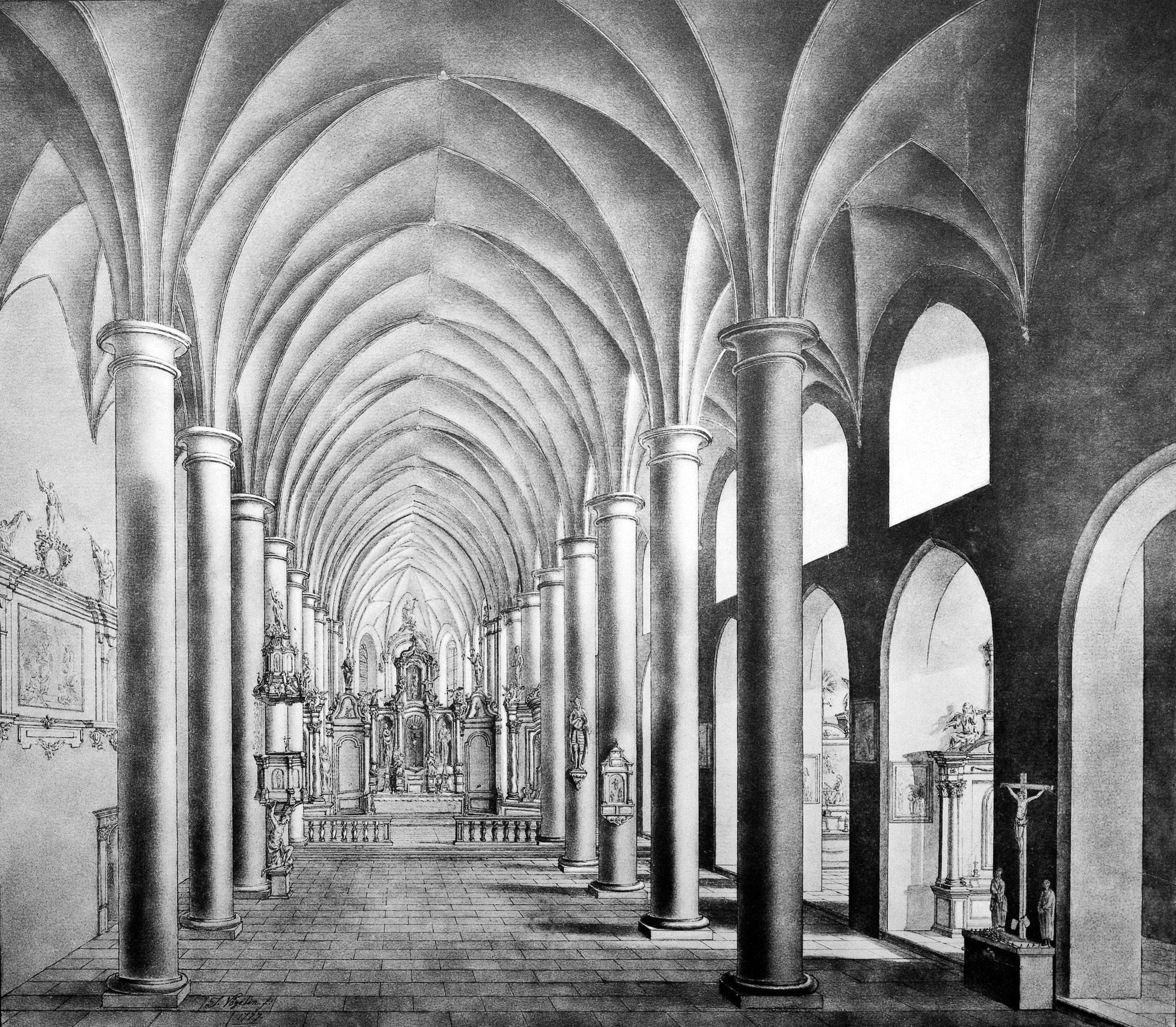
Vista del monasterio dominicano en Fráncfort por Johann Vögelin (1777).

Este éxito entre los conocedores llevó a que en 1614, Maximiliano I de Baviera adquiriera el panel central a cambio de una renta anual de 400 florines a favor de los dominicos. Reemplazada por una copia realizada por Jobst Harrich  entre 1613 y 1614, la obra  fue transportada a la Residencia de Múnich, donde fue destruida durante un incendio en 1729 
Tras la disolución del convento de los dominicos en 1790 y la secularización en 1803, la ciudad de Fráncfort pasó a poseer lo que quedaba del retablo de Heller. Los paneles restantes fueron trasladados al Saalhof, donde fueron reconstruidos según las investigaciones de Moritz Thausing. El Museo de Historia de Fráncfort muestra una reconstrucción del interior con una copia de Jobst Harrich en el centro y el interior del ala de la mano o taller de Durero. Tres de los cuatro paneles del ala exterior también se encuentran allí, aunque no en la exposición permanente actual. Un cuarto panel, la parte superior del primer ala exterior izquierda con una Adoración de los Reyes Magos, se considera perdido.
La parte del altar que le corresponde a Grünewald, que en general se considera de mucha mayor calidad (cuatro santos), está en préstamo permanente del Museo Histórico de Städel, es decir, los santos varones, y la otra mitad con las santas se encuentra en la Galería Nacional de Arte de Karlsruhe.

## Temas

### Interior (días festivos) de Durero

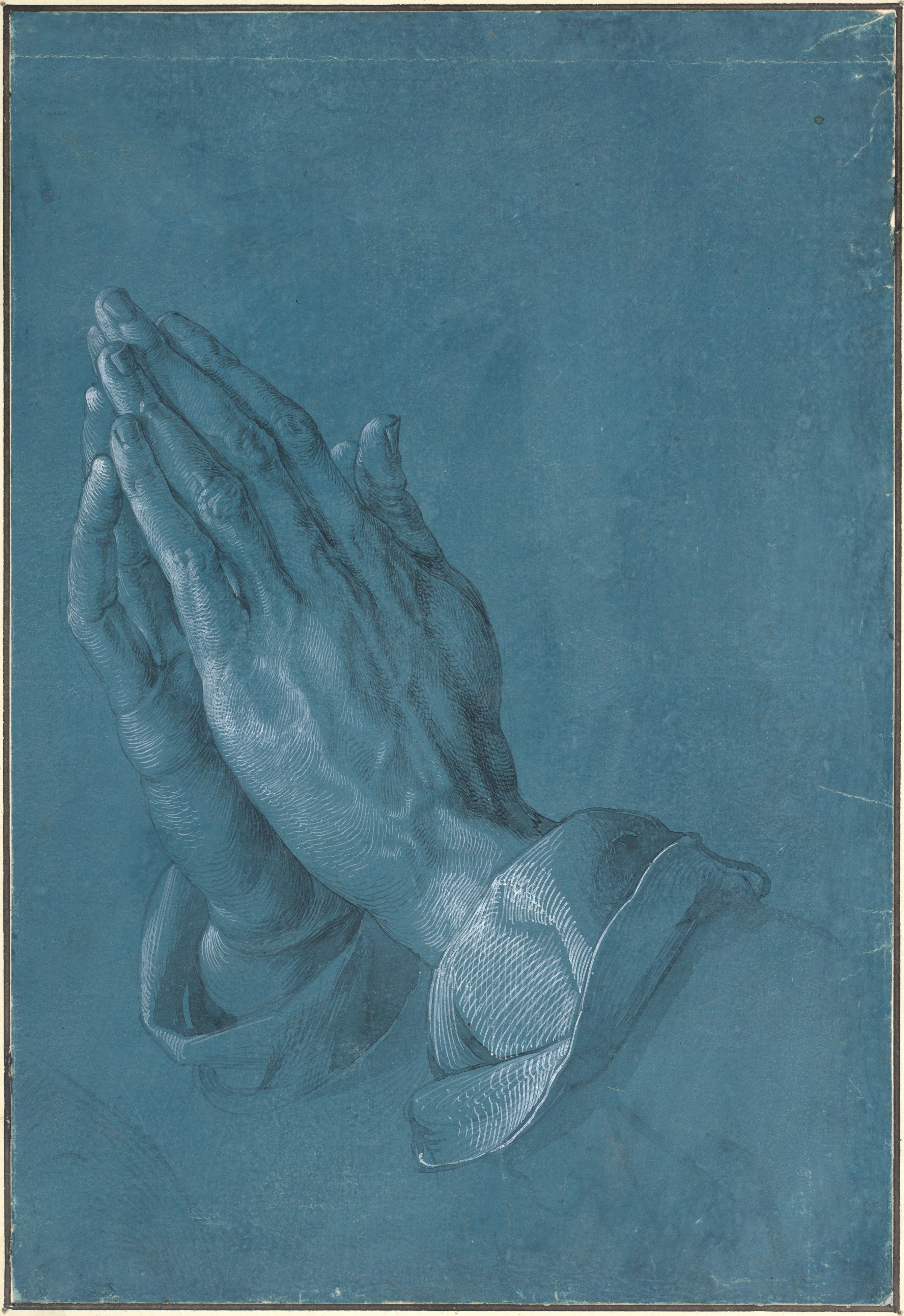
Durero, Manos orando, dibujo a pincel sobre papel azul, 1508, Viena, Albertina.

En el panel central se puede contemplar la Asunción y Coronación de María. La coronación la hacen Jesús y Dios. Se puede ver una paloma encima de la corona de María, que simboliza el Espíritu Santo. El acto de coronación está rodeado de numerosos amorcillos musicales. La escena es observada por los apóstoles.. Quizás se inspiró en el Retablo Oddi de Rafael Sanzio. No se sabe si Durero vio la obra de Rafael en Perugia, durante un hipotético viaje a Roma tras su estancia en Venecia, o si la conoció por grabados o dibujos. En el centro de este panel, al fondo, frente a un pueblo a orillas de un lago, Durero se representó de cuerpo entero, sosteniendo un panel con su monograma coronado por la inscripción en latín ALBERTVS DURER ALEMANUS FACIEBAT POST VIRGINIS PARTṼ [PARTUM] 1509 (“Realizado por Alberto Durero, alemán, en [el año] 1509 después del nacimiento de la Virgen.")  Según la historiadora Ulinka Rublack, la presencia de tal autorretrato en el centro de la composición, y no en la periferia como en la Fiesta del Rosario (1506), podría interpretarse como un acto de afirmación o incluso de venganza por parte del artista por la falta de generosidad de su rico cliente. Cabe señalar, sin embargo, que el autorretrato de El martirio de los diez mil cristianos (1508) ocupa un lugar comparable en este último cuadro.
En el lado izquierdo se puede ver el martirio de Santiago el Mayor en la parte superior. En la parte inferior se puede ver al fundador Jakob Heller con su escudo de armas. En el ala derecha se observa el martirio de Catalina de Alejandría. En la parte inferior se puede ver a la esposa del fundador: Katharina von Melem con su escudo de armas. Los nombres de los santos y los del matrimonio fundador se refieren entre sí. 
Las manos orando, conocidas como dibujo, se encuentran en el apóstol con túnica roja en el borde derecho del panel central. También para otros apóstoles y partes del cuerpo, por ejemplo las plantas de los pies del apóstol delantero derecho, se conocen dibujos preliminares. El famoso dibujo de dos manos orando en la Albertina de Viena es uno de esos estudios preliminares.
Jakob Heller redactó en 1519 un extenso testamento que proporciona información importante sobre los motivos de la fundación. Además, se ha conservado su correspondencia con Alberto Durero, por lo que se puede explicar en detalle la creación del retablo.

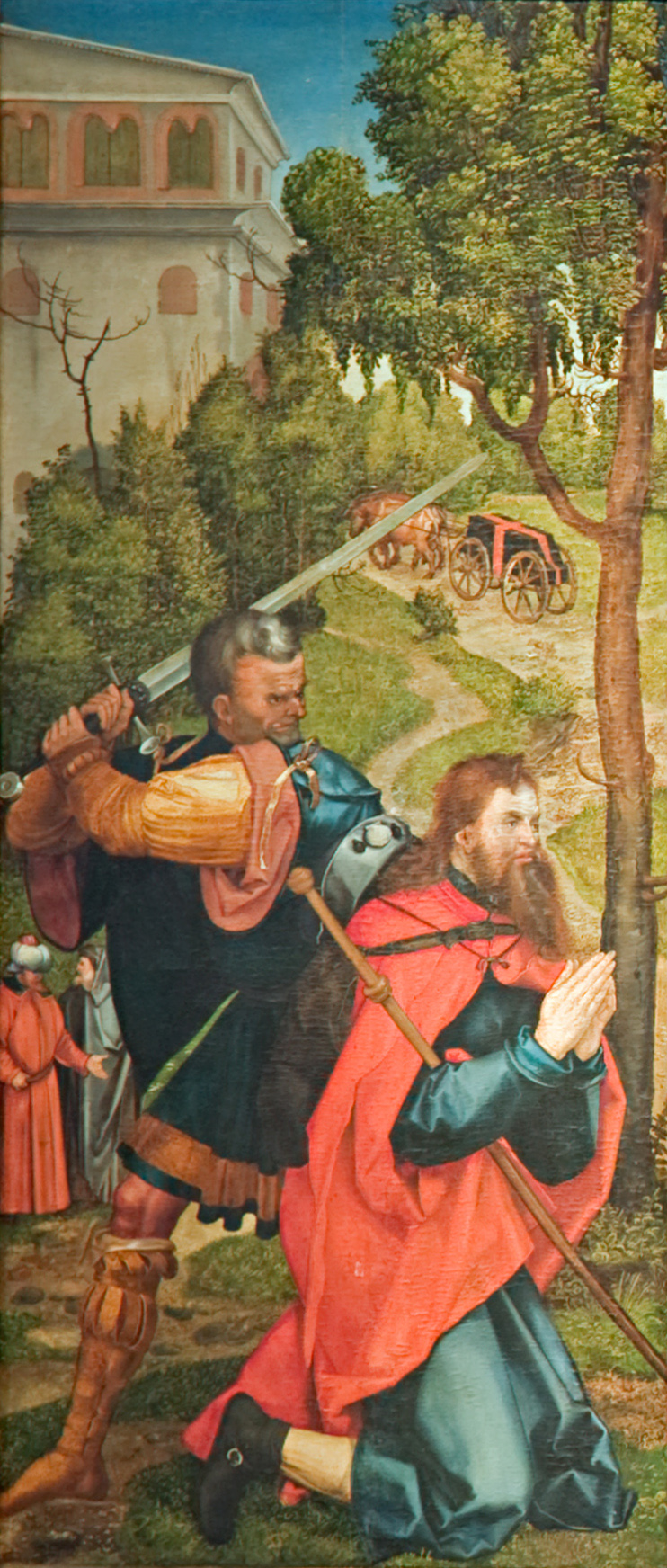
Ala izquierda arriba, martirio de Santiago
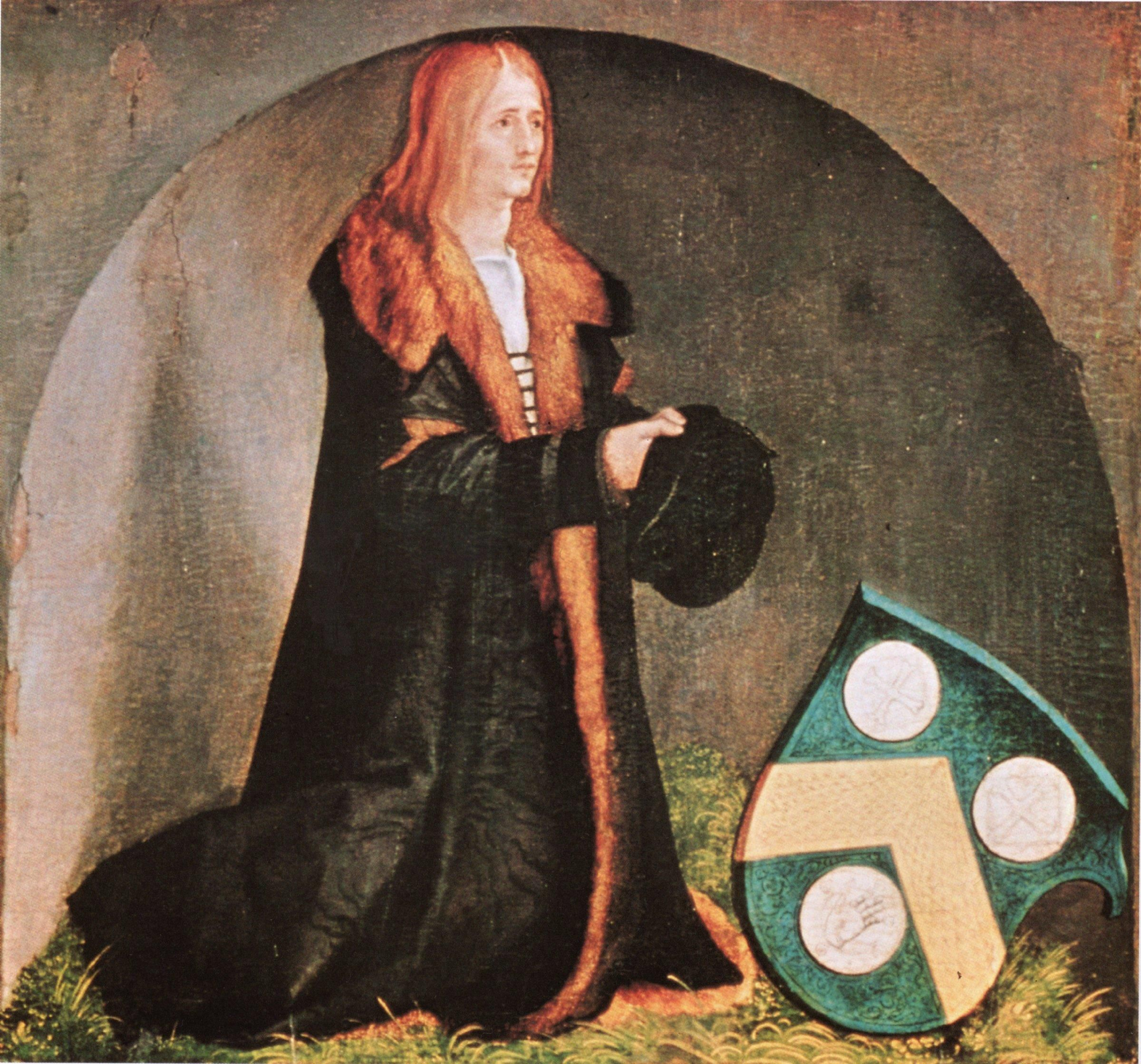
Abajo, ala izquierda, el fundador Jakob Heller con su escudo de armas
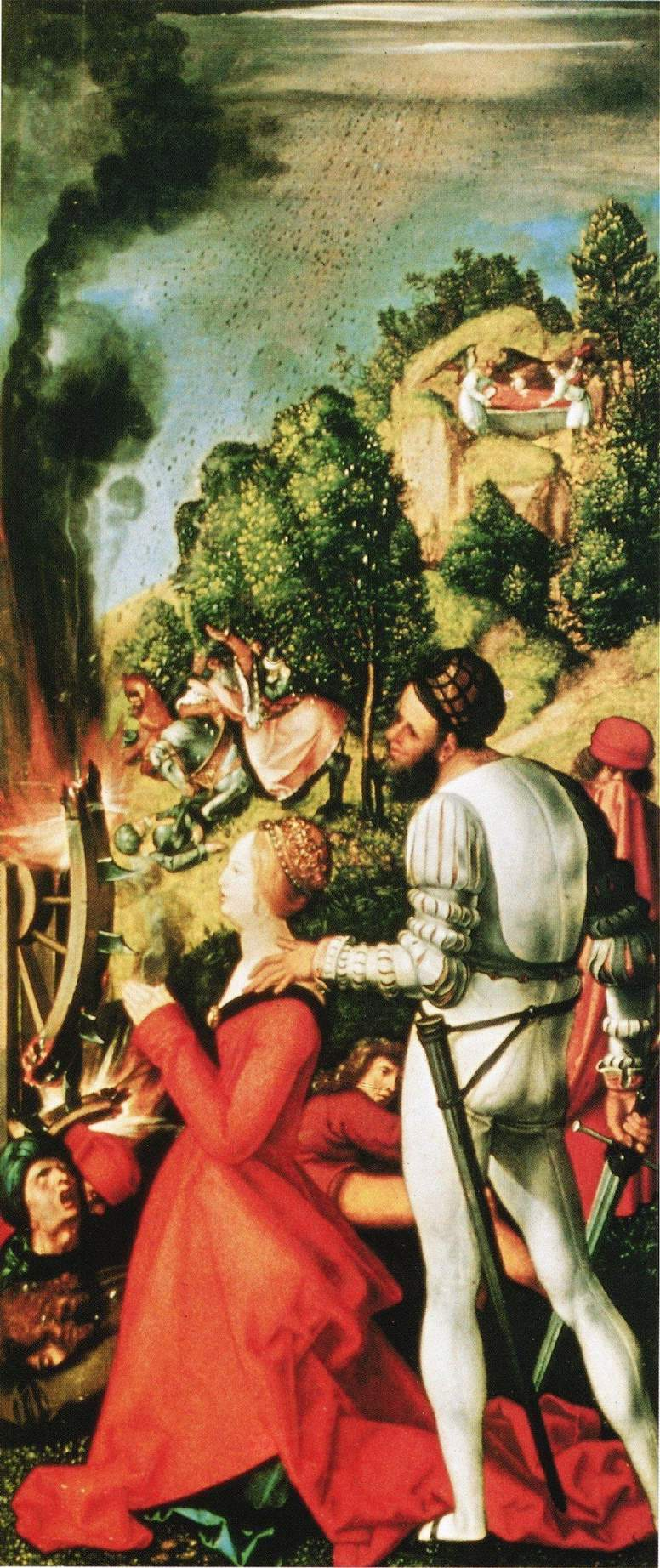
Ala derecha arriba, Martirio de Santa Catalina
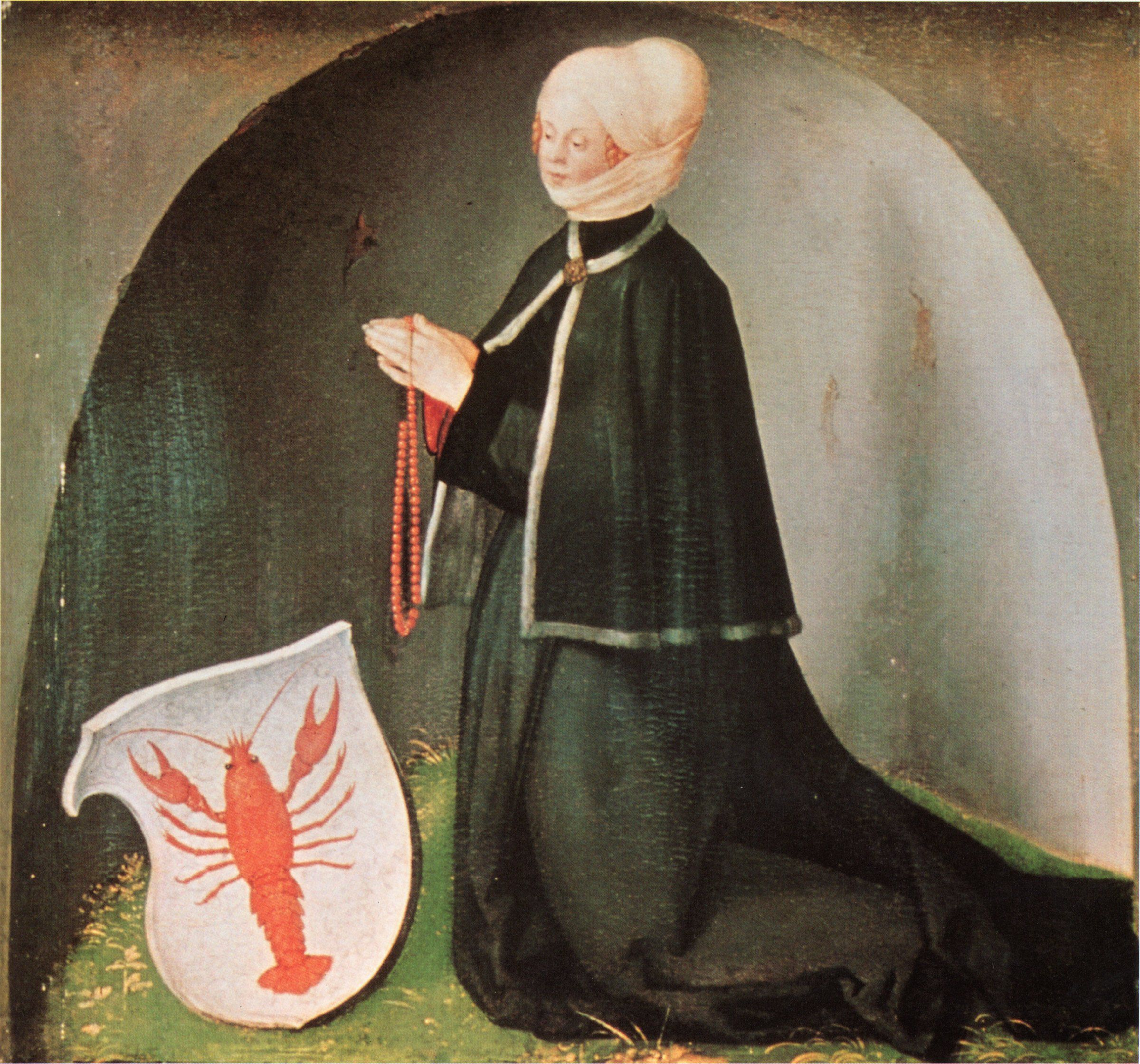
Abajo, derecha, la donante Katharina Heller, de soltera von Melem con escudo de armas

### Exterior (días laborales) de Grünewald y Durero
En el exterior de Grünewald y Durero, que consta de un total de ocho paneles, se representan en grisalla otras escenas de santos. Cuatro cuadros proceden de Grünewald, dos de los cuales, Ciriaco de Roma y Lorenzo de Roma, se encuentran en el Städel y dos, Isabel de Turingia y una mártir, posiblemente Lucía, en la Staatliche Kunsthalle Karlsruhe. San Ciriaco aparece representado durante el exorcismo de Artemia, hija del emperador romano Diocleciano. Sostiene un libro con la fórmula del exorcismo: ": AVCTORITATE DOMINI NOSTRI IHSVXPHISTI EXORCIZO TE PER ISTA TRIA NOMINA EDXAI EN ONOMATI GRAMMATON IN NOMINE PATRIS ET FILII ET SPIRITVS SANCTI AMEN".

#### Pinturas de Grünewald

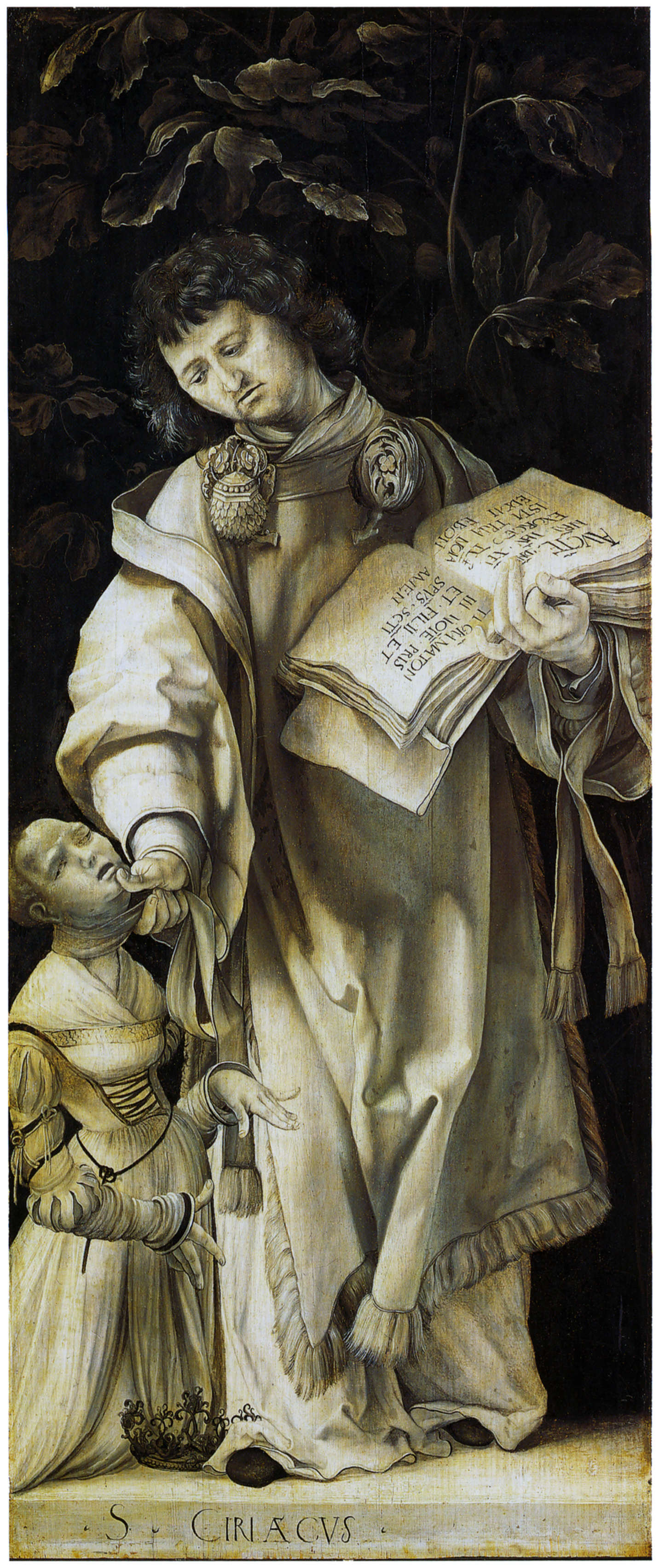
San Ciriaco cura a la hija de Diocleciano de la posesión, Mathias Grünewald.
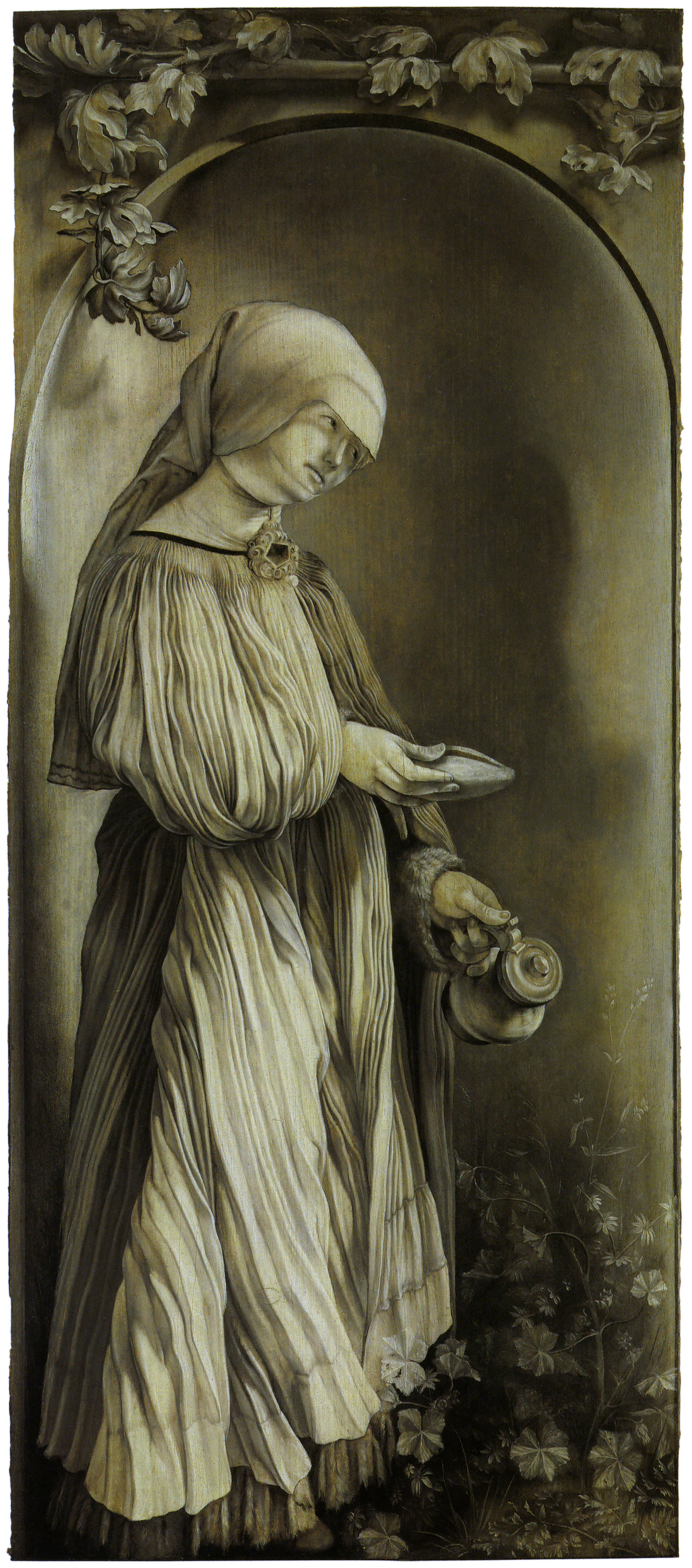
Santa Isabel de Turingia, Mathias Grünewald.
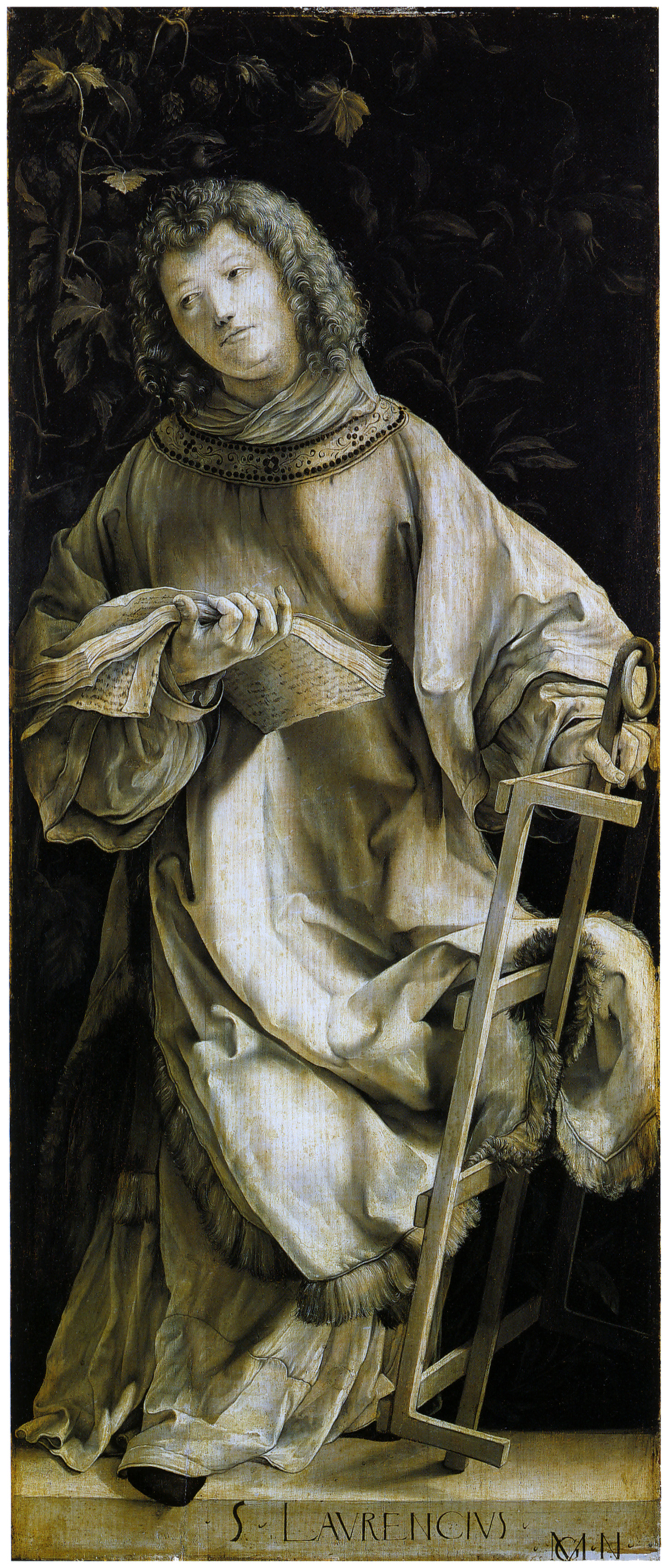
San Lorenzo, reconocible por la parrilla, instrumento de su martirio; Mathias Grünewald.
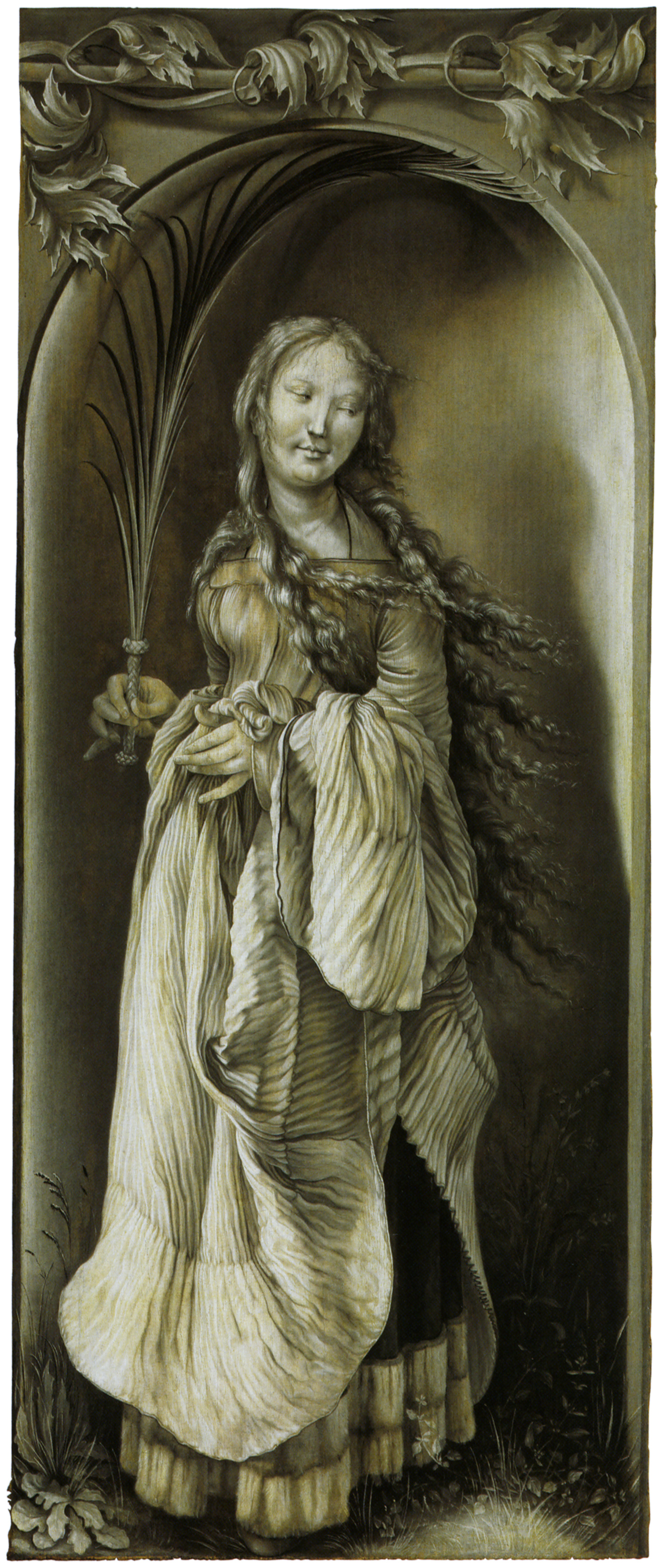
Santa Lucía (?), Mathias Grünewald.

#### Pinturas de Durero
Cada uno de los cuadros de Durero representa a dos santos: Pedro y Pablo, Cristóbal de Licia con Tomás de Aquino y dos santos.

### Retablo cerrado
Siguiendo la costumbre, el retablo cerrado presentaba figuras en grisalla que evocaban esculturas de piedra.

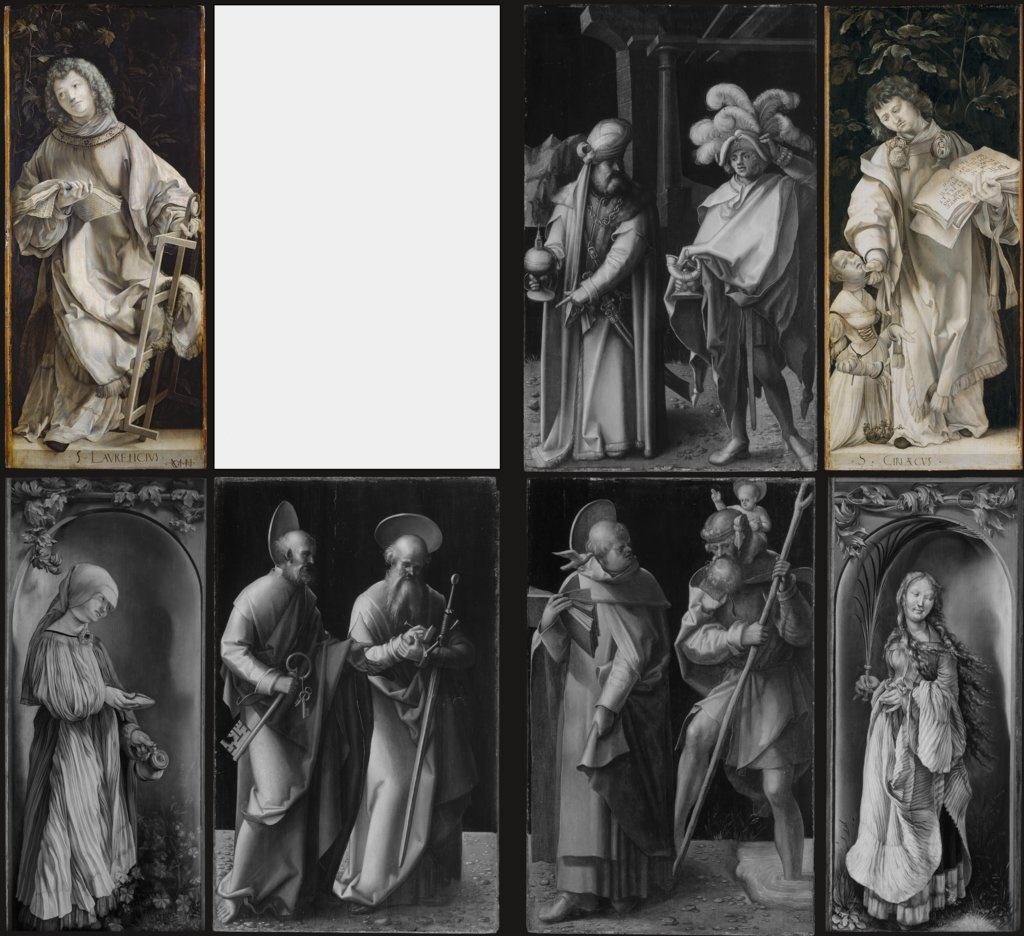
Reconstrucción del retablo cerrado, flanqueado por paneles fijos pintados por Grünewald. Falta uno de los paneles de la Adoración de los Reyes Magos.